# Ивано-Михайловка
Ивано-Михайловка (укр. Івано-Михайлівка) — село,
Новостепановский сельский совет,
Новомосковский район,
Днепропетровская область,
Украина.
Код КОАТУУ — 1223284505. Население по переписи 2001 года составляло 365 человек .

## Географическое положение
Село Ивано-Михайловка находится на правом берегу реки Самара,
выше по течению на расстоянии в 2 км расположено село Андреевка,
ниже по течению на расстоянии в 4,5 км расположено село Вольное.
По селу протекает пересыхающий ручей с запрудой.
К селу примыкают лесные массивы (акация, вяз).